# Óli Johannesen
Óli Johannesen (født 6. maj 1972) er en tidligere færøsk fodboldspiller fra Tvøroyri, som senest spillede for barndsomsklubben TB Tvøroyri. Johannesen er dog mest kendt fra sin rolle som anfører og forsvarer på Færøernes fodboldlandshold, hvor han har spillet 83 landskampe.

## Klub karriere
Óli Johannesen har spillet flest år med TB Tvøroyri, men nogle år spillede han også fodbold for danske klubber, 1999-2001 for AGF og 2001-2004 for Hvidovre IF. Han har også spillet for SVB.

## International karriere
Johannesen debuterede på Færøernes fodboldlandshold i august 1992 i en venskabs kamp mod Israel. Han havde rekorden som den spiller, der havde spillet flest kampe for Færøernes fodboldlandshold, i alt 83 kampe, indtil den 14. november da Fróði Benjaminsen tangerede rekorden og senere overhalede ham i antal landskampe. Johannesen havde sin debut for det færøske landshold i 1992.

## Familje
Óli Johannesens nevø, Patrik Johannesen, havde debut for Færøernes fodboldlandshold i 2017. Ólis bror og Patriks far, Jón Johannsen, var også fodboldspiller og spillede to landskampe for Færøerne.